# Штернберкский дворец (Мала-Страна)
Штернберкский дворец (чеш. Šternberský palác) — барочный дворец, располагающийся в пражском районе Мала Страна. Одно из зданий, в которых располагается нижняя палата парламента Чехии. Охраняется как памятник культуры с 1958 года и как национальный памятник культуры с 1992 года.
До 1703 года, когда началось строительство дворца, вместо него стояло два здания эпохи Ренессанса, которые, в свою очередь, были построены на фундаментах домов из эпохи Готики. Во время проведения ремонта подвалов здания были обнаружены фундаменты зданий XIII—XIV веков.
В одном из домов, который исторически назывался «На бастионе» (чеш. Na baště), 2 июля 1541 года начался пожар, который уничтожил две трети Малой Страны, северную часть Пражского Града и повредил Собор Святого Вита. Долгое время после пожара земля, на которой находился дом «На бастионе», не продавалась ввиду того, что считалась проклятой. Соседний дом принадлежал императорскому офицеру Антонию Витталиму, который после битвы на Белой горе повесил картину Девы Марии на дом, которая сохранилась в различной форме и по сей день. К 1684 году земля и дом стали принадлежать императорскому камергеру Олджриху Адольфу Вратиславу Штернберку. 
В 1703 году, после перехода собственности к Франтишеку Дамиану Штернберку, произошло строительство дворца по плану итальянского архитектора Джованни Баттиста Аллипранди. 
На фасаде дворца сохранилась барочная картина «Коронация Девы Марии». О прошлом дворца напоминает герб Штернберков, украшенный орденом Золотого руна с короной.
Дом имеет исключительное значение для истории чешской науки и искусства. В то время, когда его владельцем был коллекционер произведений искусства граф Франтишек Йозеф Штернберк-Мандершайд, здесь в 1770 году было основано «Частное общество наук», переименованное в 1790 году в «Королевское чешское научное общество». Дворец был также первым местонахождением галереи, которая позже будет преобразована в Национальную галерею. Во время владения графом Каспаром Марией Штернбергом здесь собирались представители Чешского национального возрождения, такие как Йосеф Добровский, Франтишек Палацкий, Франтишек Пельцль и другие. В этом кругу возникла идея создания Национального музея.